# Lotta (TV-program)
Lotta var ett TV-program med Lotta Aschberg i Kanal 5. Det sändes  1997-1998 och var producerat av Strix Television.
Några av gästerna i programmet var Jenny Berggren, Malin Berggren, Tomas Brolin, Martin Dahlin, Wille Crafoord och Emma Wiklund (då Sjöberg).